# Commissione Hallstein I
La Commissione Hallstein I fu la prima Commissione europea. Rimase in carica dal 10 gennaio 1958 al 9 gennaio 1962.

## Presidente
- Walter Hallstein ( Germania Ovest) — CDU (Gruppo Democratico Cristiano)

## Composizione politica
- Sinistra / Socialisti: 3 membri
- Democratici Cristiani: 4 membri
- Liberali: 1-2 membri
- Indipendenti: 1-0 membri

## Componenti della Commissione
Legenda:   [     ] Sinistra/Socialisti [     ] Democratici Cristiani [     ] Liberali
| Commissario                                                  | Nazionalità    | Incarico       | Competenze                                 | Partito europeo                                              | Partito nazionale                          |
| ------------------------------------------------------------ | -------------- | -------------- | ------------------------------------------ | ------------------------------------------------------------ | ------------------------------------------ |
| Walter Hallstein                                             | Germania Ovest | Presidente     | [ 1 ]                                      | Democratico Cristiano                                        | CDU                                        |
| Robert Marjolin                                              | Francia        | Vicepresidente | Affari Economici e Finanziari              | Socialisti                                                   | SFIO                                       |
| Piero Malvestiti, dal 24 novembre 1959 Giuseppe Caron        | Italia         | Vicepresidente | Mercato Interno                            | Democratico Cristiano                                        | DC                                         |
| Sicco Leendert Mansholt                                      | Paesi Bassi    | Vicepresidente | Agricoltura                                | Socialisti                                                   | SDAP                                       |
| Hans von der Groeben                                         | Germania Ovest | Commissario    | Concorrenza                                | Democratico Cristiano                                        | CDU                                        |
| Robert Lemaignen, dal 10 gennaio 1962 Henri Rochereau        | Francia        | Commissario    | Sviluppo dei Paesi e Territori d'Oltremare | indipendente (Lemaignen), Liberali e apperentati (Rochereau) | indipendente (Lemaignen), CNIP (Rochereau) |
| Jean Rey                                                     | Belgio         | Commissario    | Relazioni Esterne e Commercio              | Liberali e apperentati                                       | PLD                                        |
| Giuseppe Petrilli, dal 22 febbraio 1961 Lionello Levi Sandri | Italia         | Commissario    | Affari Sociali                             | Democratico Cristiano (Petrilli), Socialisti (Levi Sandri)   | DC (Petrilli), PSI (Levi Sandri)           |
| Michel Rasquin, dal 18 giugno 1958 Lambert Schaus            | Lussemburgo    | Commissario    | Trasporti                                  | Socialisti (Rasquin), Democratico Cristiano (Schaus)         | LSAP (Rasquin), CSV (Schaus)               |